# Armiske
Armiske (en ucraïnès: Армійське, en rus: Армейское, Arméiskoie) és un poble de la República Autònoma de Crimea a Ucraïna, que el 2014 tenia 175 habitants. Pertany al districte rural de Djankoi. Fins al 1948 la vila es deia Kuremés.